# Darío Villalba
Darío Villalba Flórez (22. února 1939 – 16. června 2018) byl španělský malíř, fotograf a soutěžní krasobruslař . Reprezentoval Španělsko na Zimních olympijských hrách 1956, kde se umístil na 14. místě.

## Životopis
Darío Villalba Flórez se narodil 22. února 1939 v San Sebastiánu. Začal bruslit v jedenácti letech ve Philadelphii, kde jeho otec sloužil jako španělský konzul. Do Španělska se vrátil, když mu bylo 14 let. Protože jediné kluziště ve Španělsku bylo malé a nekvalitní, rodiče ho poslali do Chamonix ve Francii, kde ho učila německá trenérka Thea Frenssenová.
Ve věku 16 let reprezentoval Španělsko na Zimních olympijských hrách 1956 v Cortina d'Ampezzo v Itálii. Ve dvouhře mužů se umístil na 14. místě ze 16 závodníků. Poté skončil 15. na mistrovství světa v roce 1956 v německém Garmisch-Partenkirchenu .
V roce 1983 obdržel španělskou národní cenu za výtvarné umění.
V roce 2002 se Villalba stal členem Real Academia de Bellas Artes de San Fernando. O rok později získal zlatou medaili Za zásluhy o krásná umění.

## Soutěžní vrcholy
| mezinárodní       | mezinárodní |
| událost           | 1956        |
| ----------------- | ----------- |
| Zimní olympiáda   | 14          |
| Mistrovství světa | 15          |